# Ferdinand Rothpletz

F. Rothpletz (oben Mitte) und weitere Lötschberg-Ingenieure, Nordseite (1911)

Ferdinand Rothpletz (* 7. Dezember 1872 in Venedig; † 7. Dezember 1949 in Aarau) war ein Schweizer Bauingenieur und Politiker. Er spielte eine wichtige Rolle bei der Entwicklung der schweizerischen Verkehrsinfrastruktur im frühen 20. Jahrhundert. Bekannt wurde er durch seine Beteiligung an Tunnelbauprojekten wie dem Simplontunnel, dem Weissensteintunnel und dem Lötschbergtunnel.

## Leben

### Jugendjahre
Ferdinand Rothpletz wurde 1872 in Venedig geboren und wuchs ab 1873 in Aarau in einer grossbürgerlichen Familie auf. Nach dem frühen Tod seines Vaters übernahm er bereits als Kind Verantwortung für seine Familie und half seiner Mutter im Haushalt. Seine Schulzeit an der Aargauischen Kantonsschule absolvierte er mit herausragenden Leistungen, insbesondere in Mathematik. Zudem war er sportlich aktiv und führte den Turnverein seiner Schule als Präsident an.

### Ingenieurstudien und Praktika
1892 begann Rothpletz sein Studium am Eidgenössischen Polytechnikum in Zürich, wechselte später an die Technische Hochschule Dresden, wo er 1896 sein Diplom mit einer Arbeit über die Rheinkorrektion abschloss. Nach einer kurzen Tätigkeit in Hamburg kehrte er in die Schweiz zurück und absolvierte Praktika bei der Aarauer Firma Zschokke. In deren Auftrag leitete er Bauprojekte in Spanien. Dort konnte er seine Kenntnisse in der Planung und Umsetzung komplexer Ingenieurprojekte erweitern.

### Simplontunnel
1898 trat Rothpletz als Adjunkt des Oberingenieurs in die erst kürzlich gegründete Gesellschaft Brandt, Brandau & Cie. für den Simplontunnelbau ein. Er war auf der Nordseite für das Ausweiten und Ausmauern des Tunnels verantwortlich. Der Bau war geprägt von extremen Temperaturen, Wassereinbrüchen und sozialen Unruhen. Und auch der erfolgreiche Durchstich am 24. Februar 1905 war von einem Wassereinbruch und Gasentwicklung begleitet, die zu Todesfällen führten.

### Weissenstein, Lötschberg und Grenchenberg
Nach dem Erfolg am Simplon wurde Rothpletz mit der Leitung des Weissensteintunnel-Projekts beauftragt. Mit 49 Millimeter seitlicher und 11 Millimeter vertikaler Abweichung gelang auch hier am 23. September 1906 ein perfekter Durchstich.
Am 1. Mai 1907 wurde Rothpletz Oberingenieur für den Bau des Lötschbergtunnels. Zu den schwierigen geologischen Bedingungen zählte insbesondere der Tunnelabschnitt im Gasterntal. Rothpletz warnte erfolglos vor dessen Instabilität. Am 24. Juli 1908 stürzte der Tunnel ein, was 25 Arbeitern das Leben kostete. In der Folge wurde der Abschnitt umfahren, sodass der Bau 1911 zum Abschluss kam. Der Lötschbergtunnel verbesserte die Verkehrsverbindung zwischen der Deutsch- und der Westschweiz erheblich und stärkte die wirtschaftlichen Beziehungen.
Nach dem Lötschberg-Projekt wurde Rothpletz mit dem Bau des Grenchenbergtunnels beauftragt, der die Westschweiz besser an das Berner Oberland anbinden sollte. Der Grenchenbergtunnel galt als besonders herausfordernd, da das Gestein zahlreiche Wasseradern aufwies. 1915 wurde der Tunnel fertiggestellt.

### Simplon II
1912 kehrte Rothpletz zum Simplontunnel zurück, um den Bau der zweiten Röhre zu leiten. Der Ausbau erforderte besondere Sicherungsmassnahmen, um dem Bergdruck zu widerstehen. Zudem installierte Rothpletz neuartige Ventilationsanlagen, welche das Klima während des Baus, aber auch im Betrieb deutlich verbesserten. Trotz grosser Bauverzögerungen, der Tunnel konnte mit 56 Monaten Verspätung erst 1923 eingeweiht werden, wurde der Baukredit eingehalten. Für seine Leistungen in diesem Projekt wurde Rothpletz von der ETH Zürich der Ehrendoktortitel verliehen. Auch die SBB verdankten seine Arbeit ausführlich.

### Eigenes Ingenieurbüro
1918 gründete Rothpletz in Bern sein eigenes Ingenieurbüro, das sich auf Tunnel- und Wasserbau spezialisierte. Später nahm er Friedrich Lienhard als Partner auf. Die Firma war an zahlreichen Infrastrukturprojekten beteiligt, darunter Kraftwerke, Flussregulierungen und zivile Bauwerke. Sie expandierte in den Nahen Osten und wurde für ihre Expertise im Spezialtiefbau geschätzt.

Auf der Muhammad-Ali-Moschee, V. l. n. r.: Abdel Fattah Hilmi eff., Leliavsky, Kargl, Moh. Hilal eff., Faraq bey Amin, Gubler, Andreae, Ismail bey Omar, Rothpletz, Knabeh (1936)

### In Ägypten
Ab den 1920er Jahren engagierte sich Rothpletz in Ägypten, wo sein Unternehmen Bewässerungssysteme und Elektrizitätswerke baute. Besonders bekannt wurde er für die spektakuläre Restaurierung der Kuppel der Muhammad-Ali-Moschee in Kairo (1934–1936). Die ägyptische Regierung ehrte ihn für seine Verdienste um die moderne Infrastruktur des Landes.

### Lebensabend
Nach seiner aktiven Zeit zog Rothpletz nach Aarau zurück. 1949 erlebte er die feierliche Einweihung der von seiner Firma gebauten Aarebrücke in Aarau. Wenige Wochen später verstarb er an seinem 77. Geburtstag.

## Familie
Während der Bauarbeiten am Simplontunnel heiratete Rothpletz 1899 Auguste Hagnauer. Das Paar lebte zunächst unter schwierigen Bedingungen in der Arbeitersiedlung von Naters. Später zog die Familie den Arbeitsstellen des Vaters folgend nach Aarau, Kandersteg und Bern, bevor sie sich in der elterlichen «Rebhalde» bei Aarau niederliess. Die Familie wuchs mit der Geburt von vier Kindern weiter. Trotz seiner anspruchsvollen Karriere blieb Rothpletz ein engagierter Familienvater.

## Politik
Neben seiner ingenieurtechnischen Arbeit war Rothpletz auch politisch aktiv. Von 1919 bis 1922 war er Nationalrat der bernischen Bauern-, Gewerbe- und Bürgerpartei und setzte sich für die Reform der Schweizerischen Bundesbahnen ein. Zudem diente er als Offizier der Schweizer Armee im Ersten Weltkrieg und danach. So kommandierte er als Oberst der Festungstruppen zwischen 1923 und 1929 die Gotthard-Westfront (Furka).

## Anerkennung
Die Schweizerischen Bundesbahnen würdigten seine Verdienste offiziell. Rothpletz erhielt zahlreiche Auszeichnungen und wurde für seine technischen Innovationen international anerkannt. Viele seiner Kollegen betrachteten ihn als Vorbild für die moderne Ingenieurskunst. Seine Arbeit inspirierte zahlreiche Ingenieure in der Schweiz und im Ausland.